# Clima da Colômbia
| Gráfico climático para Bogotá            | Gráfico climático para Bogotá | Gráfico climático para Bogotá | Gráfico climático para Bogotá | Gráfico climático para Bogotá | Gráfico climático para Bogotá | Gráfico climático para Bogotá | Gráfico climático para Bogotá | Gráfico climático para Bogotá | Gráfico climático para Bogotá | Gráfico climático para Bogotá | Gráfico climático para Bogotá |
| ---------------------------------------- | ----------------------------- | ----------------------------- | ----------------------------- | ----------------------------- | ----------------------------- | ----------------------------- | ----------------------------- | ----------------------------- | ----------------------------- | ----------------------------- | ----------------------------- |
| J                                        | F                             | M                             | A                             | M                             | J                             | J                             | A                             | S                             | O                             | N                             | D                             |
| 33 19 5                                  | 43 19 6                       | 66 19 7                       | 111 19 8                      | 94 19 8                       | 57 18 8                       | 41 18 7                       | 49 18 7                       | 73 18 6                       | 115 18 7                      | 88 19 7                       | 54 19 6                       |
| Temperaturas em °C • Precipitações em mm |                               |                               |                               |                               |                               |                               |                               |                               |                               |                               |                               |

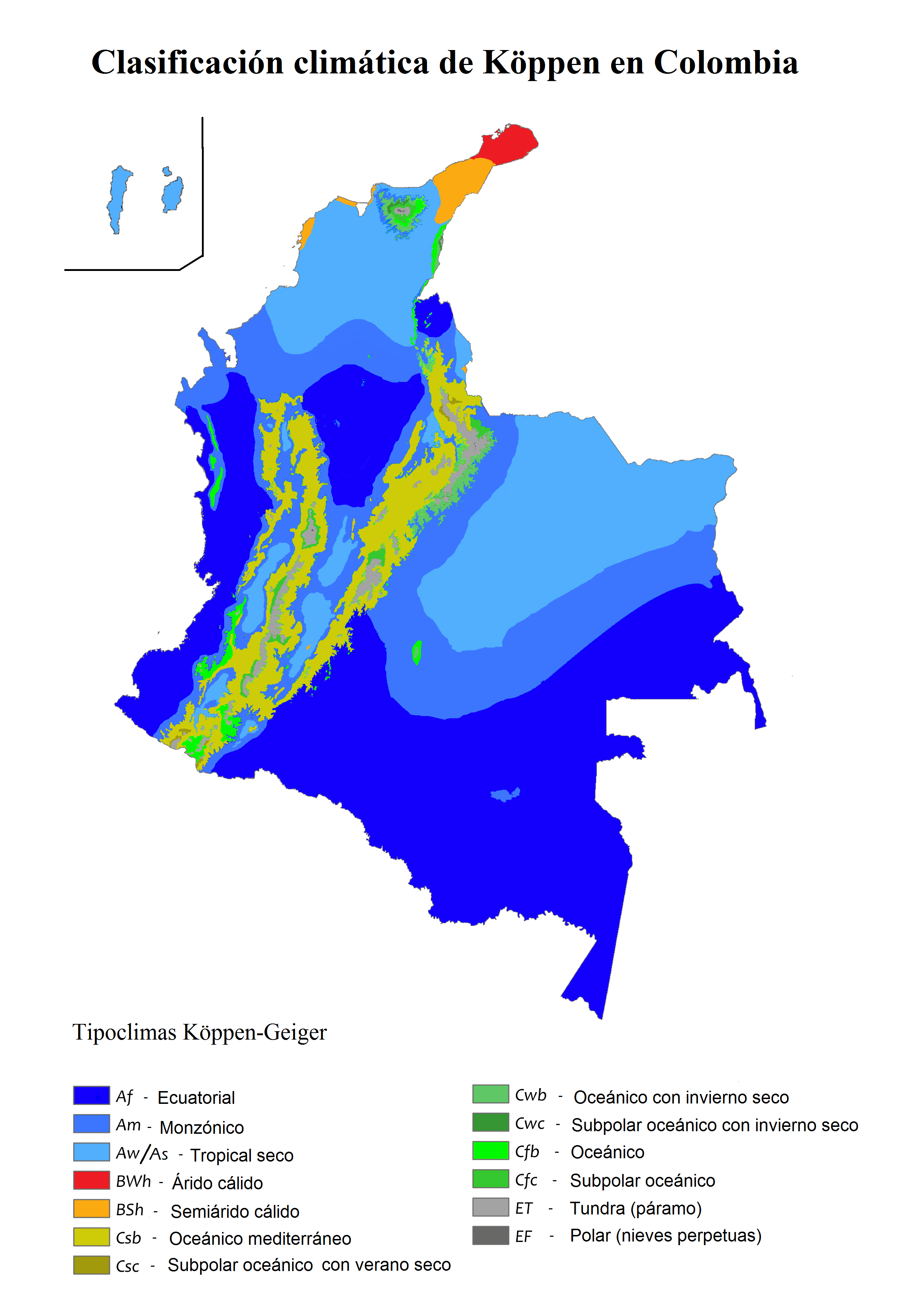
Classificação Climática de Köppen na Colômbia

Embora a Colômbia se situe quase inteiramente dentro da faixa tropical, o clima é modificado pela altitude e pela ação dos ventos. Temperaturas altas prevalecem nas áreas mais baixas, caracterizadas pela excessiva umidade e densas matas tropicais junto com árvores mortas. A zona subtropical compreende os vales e encostas entre 450m e 1.800m de altitude. Daí até os 3.000m encontra-se a zona tropical de altitude.
De modo geral, há duas estações anuais, o inverno, úmido, e o verão, seco. Variam, entretanto, amplamente em época e duração, segundo as diversas regiões. A área mais seca é provavelmente o extremo norte da península de La Guajira, onde a precipitação média é inferior a 250m. A área de maior índice pluviométrico da Colômbia, e possivelmente de toda a América do Sul, é a faixa litorânea do Pacífico e mar de caribe, sobretudo perto do divisor de águas dos rios San Juan e Atrato, onde precipitação média anual excede 10.000mm e não há estação seca.